# Lívia Járóka
Lívia Járóka este un om politic maghiar, membru al Parlamentului European în perioada 2004-2009 din partea Ungariei. Reprezintă formația de centru-dreapta Fidesz și este prima femeie de etnie romă, membră al Parlamentului European.
1. 1 2  Deputații în Parlamentul European